# Герб Львовской области
Герб Львовской области (укр. Герб Львівської області) — один из официальных символов Львовской области Украины. Утверждён 27 февраля 2001 года решением Львовского областного совета.
Герб представляет собой геральдический цельный щит, где на синем фоне жёлтый (золотой) лев, увенчанный короной, вскарабкивается на скалу справа. Вооружение льва не выделено. Вокруг щита декоративный бронзовый картуш, украшенный ветвями дуба и лавра. В верхней части картуша небольшой щит с государственным гербом Украины — жёлтым (золотым) тризубом на синем фоне.
Лев, который вскарабкивается на скалу, символизирует могущество и силу края, его жителей, которые веками обороняли свою землю от иностранных захватчиков. Вместе с тем он перекликается с названием города Львова и именем его первого властителя — князя Льва Даниловича. Корона на голове льва указывает на столичную роль региона в Галицко-Волынском княжестве (в XVIII — начале XX века — королевство Галиции и Владимирии). Дубовые и лавровые ветви по обеим сторонам герба символизируют доблесть и славу региона.
Трезубец, венчающий герб, указывает на большую роль Львовского региона в борьбе за создание независимого Украинского государства. Пропорции герба со щитом — высота и ширина 5:4, радиус скругления нижней части равняется 1/2 ширины щита. Лев размещен пропорционально от вертикальной оси, со всех сторон на расстоянии, равном 1/10 высоты щита от его краев.
Эталон герба находится в Львовском областном совете.